# アマンド

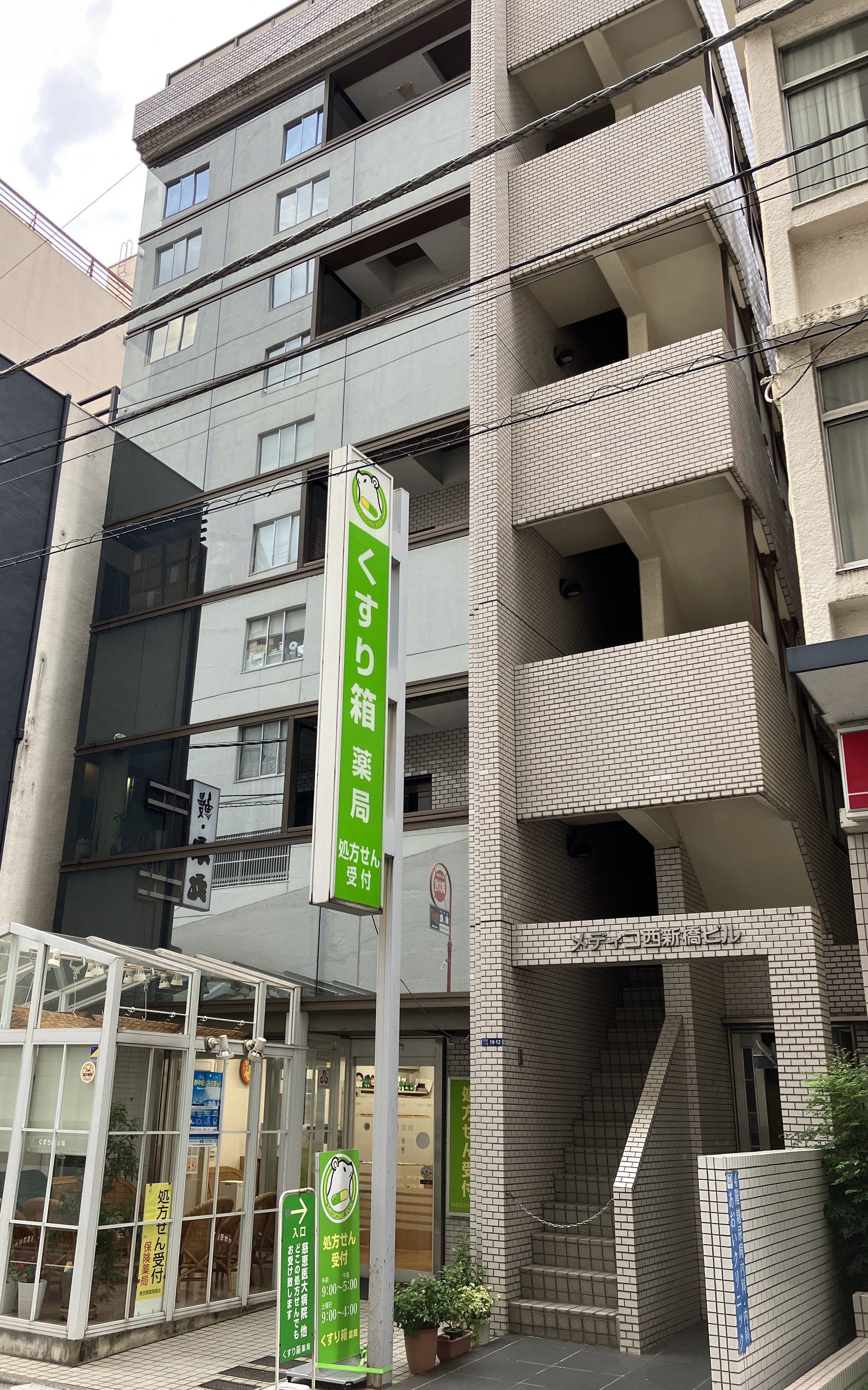
本社が入居するメディコ西新橋ビル

株式会社アマンド (英: ALMOND CO., LTD.) は、「アマンド」のブランドで洋菓子の販売と喫茶店・レストランの経営をする洋菓子メーカーである。1946年（昭和21年）8月18日創業。2012年からキーコーヒー傘下。

## 概要
本社を東京都港区西新橋に構え、洋菓子の販売と喫茶店を1店舗構える。
第二次大戦後まもなく創業者・滝原健之が東京新橋の闇市の一角に喫茶と甘味の店「甘人」を開業、好評を得て株式会社化し「アマンド洋菓子店」に改称、有楽町店を皮切りに、日本橋、銀座、赤坂、六本木と続々支店を増やし、ピンクを基調とした店舗やロゴ、おしぼり提供、店頭のパラソルなど新機軸を打ち出して、最先端の店として人気を集め、最盛期には最大約30店舗まで拡大した。
1960年、六本木の中心に構えた六本木店は、バブル景気終焉の頃まで長らく待ち合わせ場所「アマンド前」として使われ、テレビ番組などでよく取り上げられた。当時の建物は2008年に取り壊されており、現在の六本木店の建物は2010年に建て替えられた2代目である。バブル崩壊以降、喫茶店に代わるカフェの台頭などにより縮小し、2012年に「キーコーヒー」の子会社となった。

## 創業者
滝原健之（1919-1990）は引揚兵として1946年に中国から帰還し、同年、新橋の闇市で甘味処「甘人」を開店、アマンド洋菓子店に改称して事業拡大した。とくに銀座界隈を中心に人気を集め、滝原が水商売の経営者らを支援したことから、銀座のクラブやバーがアマンドのケーキや喫茶店を客への土産やホステスの待ち合わせ場所として積極的に利用し、クリスマス時期などには各店から百個単位でケーキの注文を受けるほどとなり、滝原も人気芸能人を連れて銀座を飲み歩いた。芸能・文化方面のタニマチとしても知られ、宝塚歌劇団、三島由紀夫の浪曼劇場などを支援した。また、戦後のジャズマンを集めて「アマンド会」を立ち上げ、パーティを開催するなどして支援し、川内康範の詩誌『ぶらい』も支援し自身も詩を投稿した。著書に『甘人徒然草』。妻の如月美和子（1937-2005）は宝塚星組娘役だった元タカラジェンヌで、滝原の死後アマンドの社長として経営にあたった。

## 沿革
- 1946年 - 東京都港区新橋にて創業。
- 1947年 - 「株式会社アマンド洋菓子店」に改称
- 1949年 - 有楽町店開店。
- 1952年 - 日本橋店開店。「リングシュー」発売、人気商品となる
- 1956年 - 銀座六丁目店開店。その後数年にわたり銀座八丁目店、赤坂店などを開店し支店十数店舗となる。
- 1964年 - 六本木店開店。
- 1965年 - 渋谷店開店。
- 1966年 - 麻布霞町に霞町アマンド館開店。
- 1968年 - 銀座店開店。
- 1969年 - 製造部門を独立し「アマンド食品株式会社」を設立、全店舗の商品製造を集中し、支店を大幅に増やす
- 2010年 - JR新橋駅地下店開店。
- 2012年3月1日 - （旧）株式会社アマンドが、不動産事業以外の飲食・物販事業について会社分割を行い、（新）株式会社アマンドを設立して、新会社の株式をキーコーヒー株式会社に譲渡して、（新）株式会社アマンドがキーコーヒーの子会社となる[10]。

## 店舗
現行の店舗
- 六本木店

過去の主な店舗
- 赤坂店
- 銀座8丁目店
- 有楽町店
- 新百合ヶ丘店
- 霞町アマンド館
- JR新橋駅地下店
- 赤坂見附店
- Café de ALMOND（西新橋）
- 銀座店
- 浜松町モノレール店

## 関連会社
- アマンド食品株式会社 - 製造部門